# Honda Concept M
Honda Concept M – samochód koncepcyjny marki Honda zaprezentowany podczas Targów Motoryzacyjnych w Szanghaju w 2013 roku. Pojazd został opracowany specjalnie na potrzeby rynku chińskiego. Wersja produkcyjna zaprezentowana zostanie w 2014 roku.